# Municipio de Paint (condado de Fayette)
El municipio de Paint (en inglés: Paint Township) es un municipio ubicado en el condado de Fayette en el estado estadounidense de Ohio. En el año 2010 tenía una población de 1975 habitantes y una densidad poblacional de 14,79 personas por km².

## Geografía
El municipio de Paint se encuentra ubicado en las coordenadas 39°39′50″N 83°27′30″O / 39.66389, -83.45833. Según la Oficina del Censo de los Estados Unidos, el municipio tiene una superficie total de 133.55 km², de la cual 133,51 km² corresponden a tierra firme y (0,03 %) 0,04 km² es agua.

## Demografía
Según el censo de 2010, había 1975 personas residiendo en el municipio de Paint. La densidad de población era de 14,79 hab./km². De los 1975 habitantes, el municipio de Paint estaba compuesto por el 92,66 % blancos, el 1,57 % eran afroamericanos, el 0,35 % eran amerindios, el 4 % eran de otras razas y el 1,42 % eran de una mezcla de razas. Del total de la población el 4,76 % eran hispanos o latinos de cualquier raza.